# Nationaal Gevangenismuseum
Het Nationaal Gevangenismuseum is gevestigd in een voormalig werkgesticht in Veenhuizen. Het museum informeert over de omgang met misdaad en straf in Nederland vanaf 1600 tot heden. Daarnaast wordt aandacht besteed aan de geschiedenis van Veenhuizen als kolonie voor wezen, bedelaars en landlopers van de Maatschappij van Weldadigheid en later gevangenisdorp. Er komen jaarlijks meer dan honderdduizend bezoekers. 
Veenhuizen en ook het pand waarin het museum gevestigd staat sinds 2020 op de UNESCO Werelderfgoedlijst. 

## Geschiedenis
Hoewel de geschiedenis van Veenhuizen teruggaat tot 1381 is het bekend geworden als kolonie voor paupers sinds de bouw van drie grote gestichten voor maatschappelijk minder bedeelden. Initiatiefnemer in 1823 was de Maatschappij van Weldadigheid. Opname was oorspronkelijk vrijwillig, maar dat veranderde allengs in een verplichting en later - na de overname in 1859 door de rijksoverheid - in straf. Nog steeds zijn in Veenhuizen vier penitentiaire inrichtingen in gebruik.
Als particulier initiatief werd in 1975 het eerste Gevangenismuseum geopend aan de Hoofdweg te Veenhuizen. De oprichter, C. Standhart, was vanaf 1949 werkzaam geweest bij justitie in Veenhuizen en had een verzameling aangelegd van allerlei zaken die te maken hadden met de Veenhuizer geschiedenis.
In 2005 werd het Nationaal Gevangenismuseum gevestigd in het volledig gerenoveerde voormalige 'Tweede Gesticht', gebouwd in 1823. Het is een onderdeel van het Rijksbeschermd gezicht Veenhuizen. Van de drie oorspronkelijke gestichten is dit het enige gebouw dat behouden is, hoewel niet volledig in originele vorm. 
Met de verhuizing is de focus van het museum verbreed van de geschiedenis van het gevangenisdorp tot de hele geschiedenis van misdaad en straf in Nederland vanaf 1600 tot nu en de geschiedenis van de Kolonien van Weldadigheid. 
In 2007 werd het Veenhuizer museum uitgeroepen tot beste historisch museum van Nederland. Op de binnenplaats van het gestichtsgebouw werd in 2016 en 2017 de musical Het Pauperparadijs opgevoerd.

## Collectie
Het gevangenismuseum heeft naast interactieve opstellingen zoals een moderne gevangenispoort, ook veel historische objecten zoals bijvoorbeeld een pijnbank, hand- en voetboeien en een dwangbuis. Er zijn cellen en celdeuren uit verschillende perioden, een voorbeeld van een luchtplaats, arrestantenwagens en ander mobiel erfgoed.
Met een originele bus voor gevangenenvervoer worden rondritten verzorgd. Soms zijn er bezichtigingen van de naast het museum gelegen (leegstaande) gevangenis De Rode Pannen, en van de voormalige elektriciteitscentrale Veenhuizen. Rond het museum liggen andere bezienswaardigheden, zoals het hospitaalcomplex, de voormalige stoomspinnerij en historische gebouwen langs de Kolonievaart.
De periode van de maatschappij van weldadigheid krijgt aandacht aan de hand van een collectie voorwerpen uit het dagelijks leven in een weldadigheidskolonie. Er zijn originele zakboekjes waarin de schulden en verdiensten van de wezen bijgehouden werden. 
- Rijksmonument: 479225